# Scaevola muluensis
Scaevola muluensis är en tvåhjärtbladig växtart som beskrevs av Khoon Meng Wong. Scaevola muluensis ingår i släktet Scaevola och familjen Goodeniaceae. Inga underarter finns listade i Catalogue of Life.